# Kathedraal van Salisbury
De kathedraal van Salisbury (Engels: Cathedral of Saint Mary) is een anglicaanse kathedraal in Salisbury, Wiltshire, Engeland. De bouw van de kathedraal werd begonnen in 1220 en was in 1280 grotendeels voltooid. De vieringtoren heeft een spits die tot 123,14 m (404 ft) hoogte reikt en is daarmee de hoogste van Groot-Brittannië. Daarnaast bevindt zich in de kerk een van vier originele exemplaren van de Magna Carta. De kloostergangen van de kathedraal zijn de grootste van Engeland.

## Geschiedenis

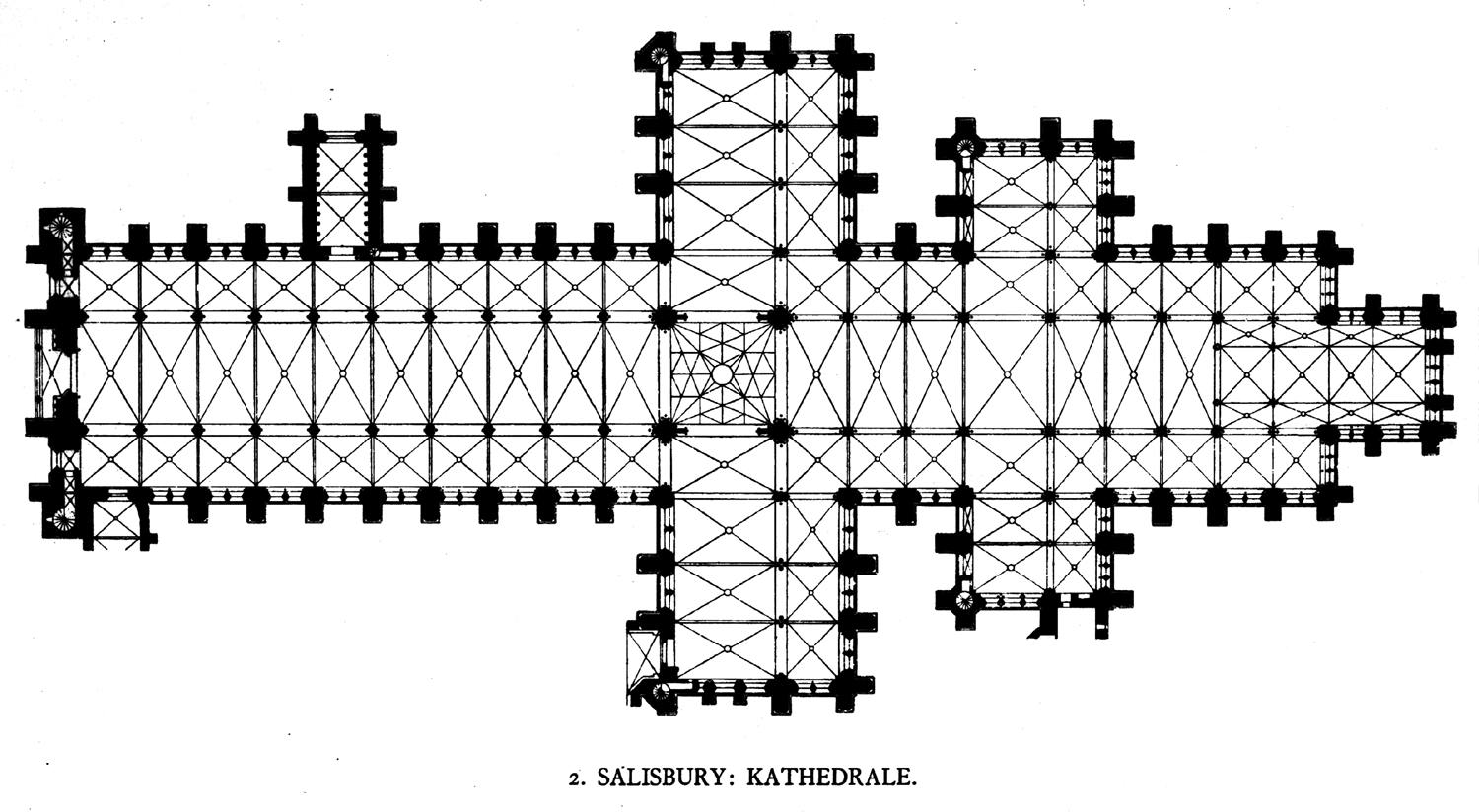
Grondplan van de kathedraal met een dubbel transept, zonder de kloostergangen en het kapittelhuis

De eerste steen werd gelegd in 1220 door de toenmalige bisschop Richard Poore, die de bisschoppelijke zetel verplaatste van Old Sarum naar Salisbury. In 1258, zo'n 40 jaar later, waren het schip, de dwarsbeuk en het koor al voltooid. In 1265 kwam de voorgevel van de kathedraal gereed en in 1280 waren het kapittelhuis (chapter house) en de kloostergangen (begonnen in 1240) afgewerkt. Door deze vrij snelle bouw van de kathedraal, in slechts 60 jaar, is deze een van de weinige grote middeleeuwse kathedralen in één consistente stijl, namelijk de vroeg-Engelse gotiek.
In 1265 kwam ook de klokkentoren (bell tower) gereed, die later zou worden afgebroken. Het laatste grote deel van de kathedraal dat werd voltooid was de vieringtoren met de torenspits, die het landschap sinds 1320 met zijn hoogte van ongeveer 123 meter domineert. Deze torenspits gaf echter ook een aantal problemen. Door zijn gewicht van 6.500 ton werd de constructie te zwaar belast: de kromming van de pijlers in de kerk is zichtbaar. Men diende in de jaren na de bouw extra steunbogen en steunberen toe te voegen om instorten te vermijden. Toch staat de toren 75 cm uit het lood. De toren is de grootste ter wereld van voor de 14e eeuw en de hoogste in Groot-Brittannië.
In 1790 werd de kathedraal op ingrijpende wijze gerestaureerd door de architect James Wyatt, waaronder het afbreken van de klokkentoren en ophoging van de terreinen rond de kathedraal. Door deze ingreep is de kathedraal van Salisbury een van de drie Engelse kathedralen zonder klokkentoren, samen met die van Norwich en die van Ely.

## Inventaris

### Magna Carta
In het kapittelhuis wordt een exemplaar bewaard van de Magna Carta, een van de vier originele stukken uit 1215. Het is via Elias van Dereham, die bij de ondertekening aanwezig was, in Salisbury terechtgekomen. 

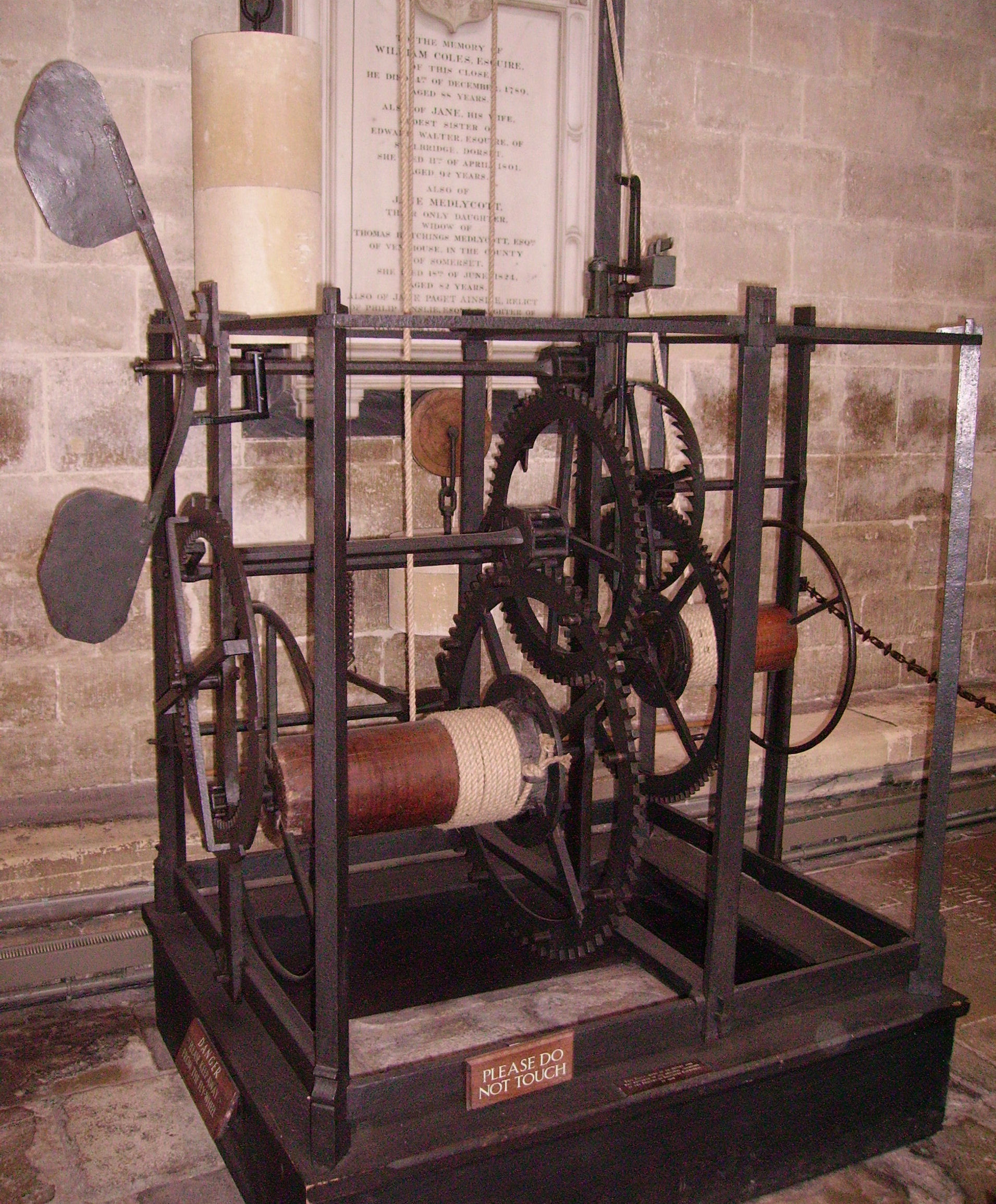
Het uurwerk, zonder wijzers of wijzerplaten

Het achthoekige kapittelhuis staat ten zuiden van het kerkgebouw. Het heeft een centrale pilaar en middeleeuwse friezen. Deze beelden taferelen uit de boeken Exodus en Genesis uit, waaronder Adam en Eva, Noach, de Toren van Babel en het verhaal van Abraham, Isaak en Jacob.

### Uurwerk
Het uurwerk is een van de oudst nog werkende uurwerken van Europa. Het dateert waarschijnlijk van voor 1386. Dit uurwerk heeft geen wijzerplaten of wijzers, maar slaat ieder uur. Het bevond zich oorspronkelijk in de klokkentoren, tot deze in 1790 werd afgebroken. In 1956 werd het uurwerk gerestaureerd en gerepareerd. Het uurwerk in de Oude Sint-Willibrorduskerk van Waalre in Nederland uit het jaar 1360 is het oudste complete (met wijzerplaat en wijzers) nog werkende uurwerk van Europa en waarschijnlijk de wereld.

## Galerij

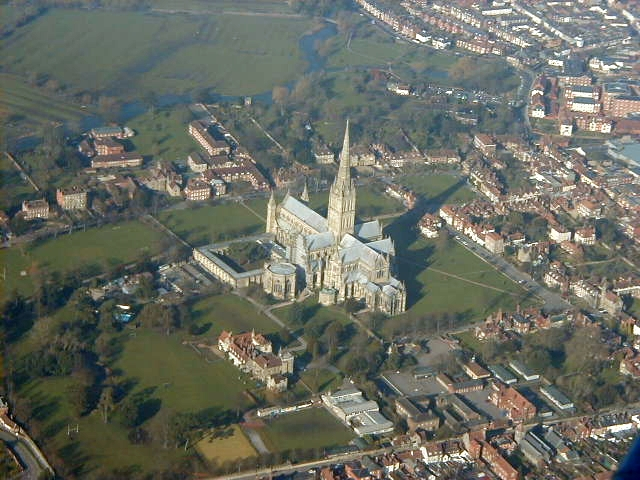
De kathedraal vanuit de lucht
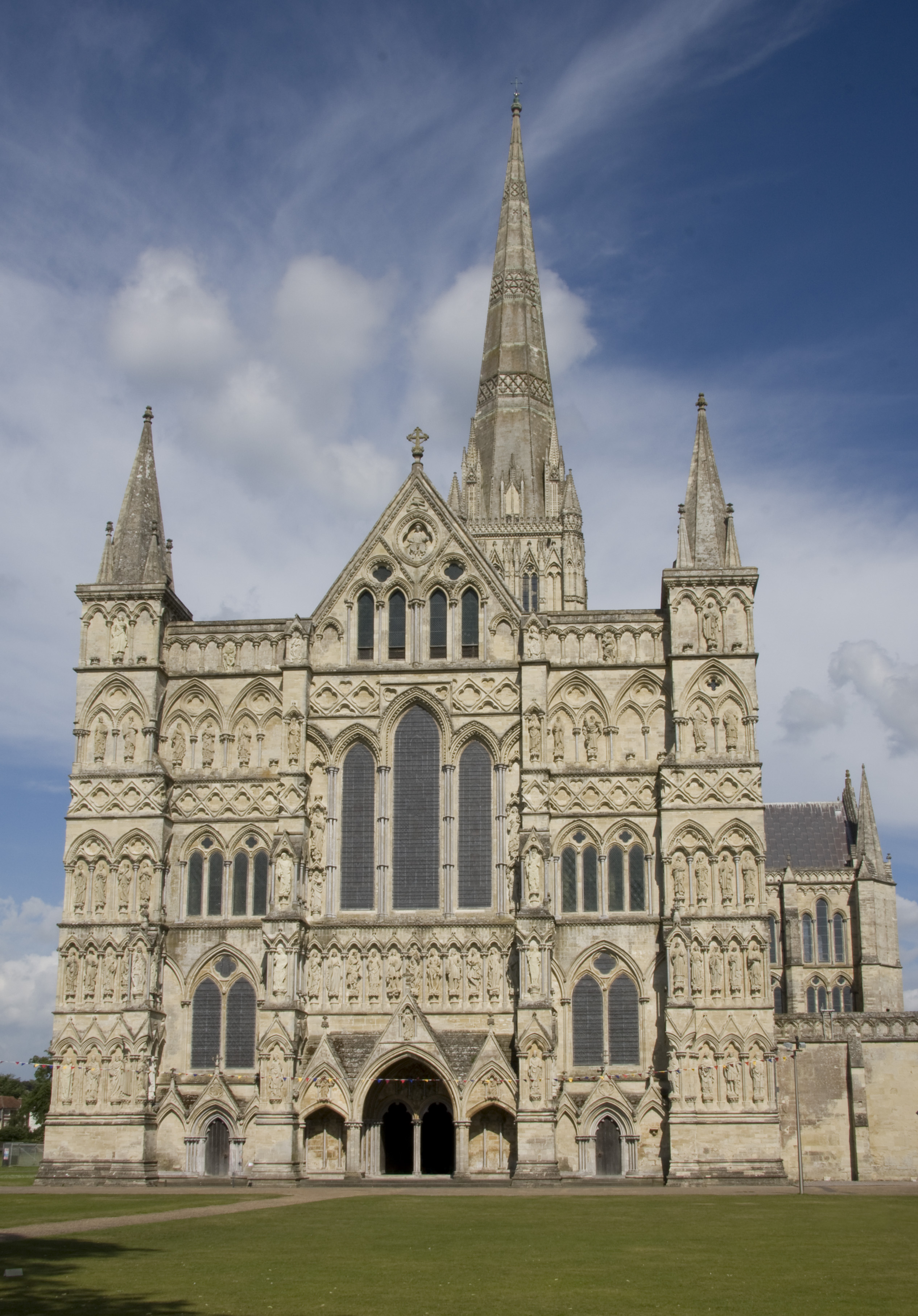
Westgevel
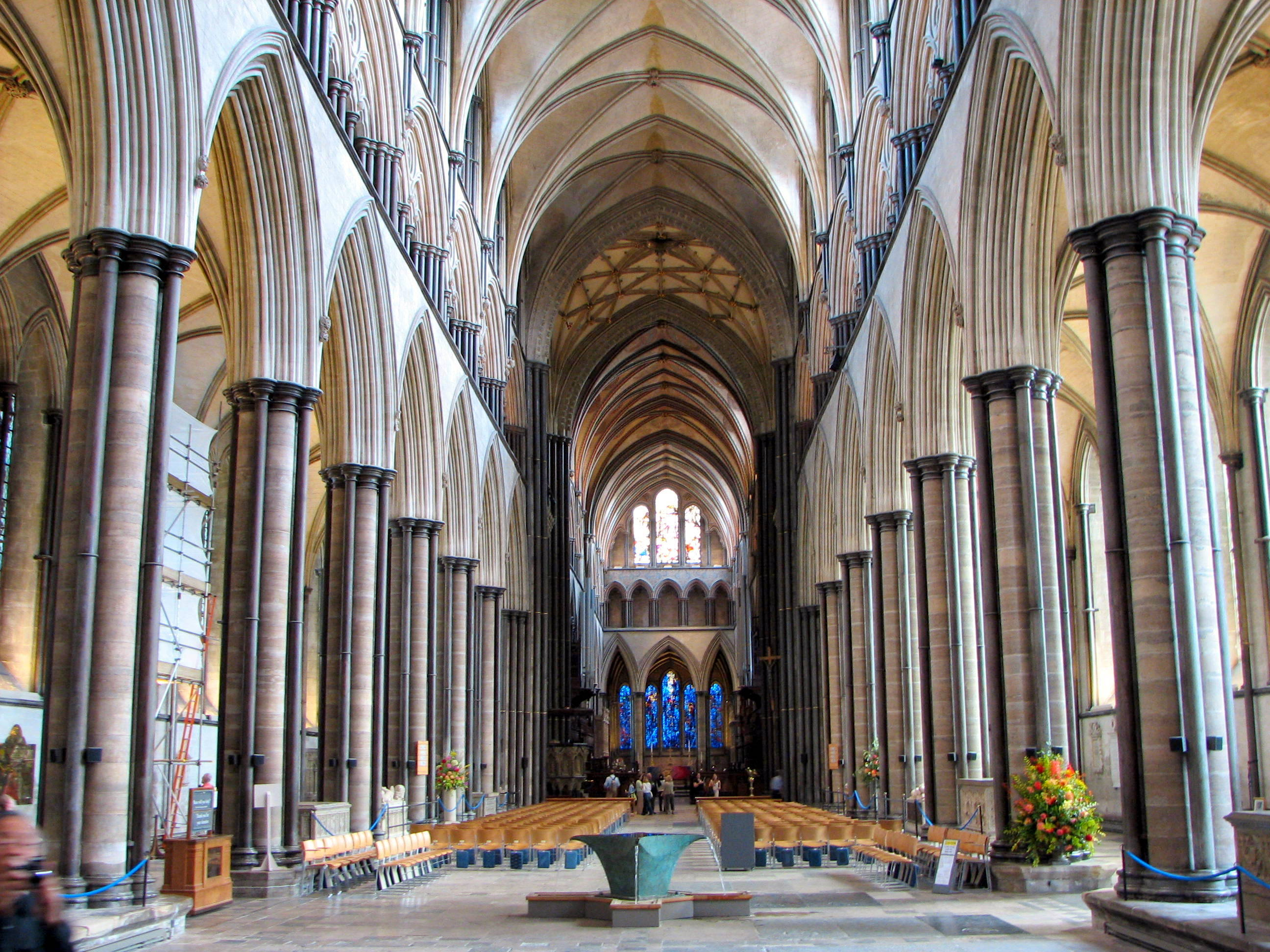
Het schip
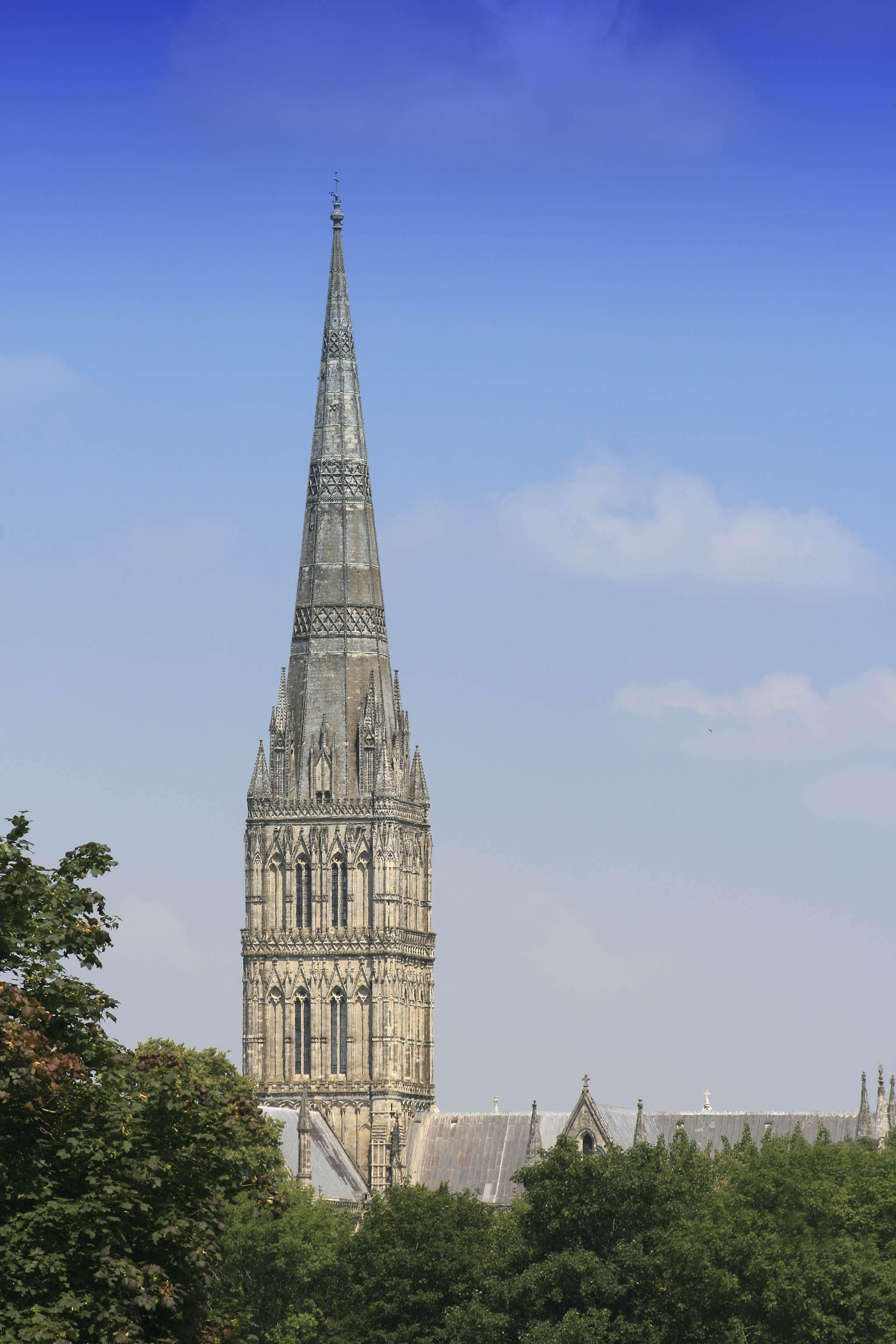
De vieringstoren